# Appomattox (Wirginia)
Appomattox – miasto w hrabstwie Appomattox, w stanie Wirginia, w Stanach Zjednoczonych. W 2009 roku miasto liczyło 1740 mieszkańców.
Około 4 km na północny wschód od miasta znajduje się historyczny obszar chroniony Appomattox Court House – miejsce, gdzie 9 kwietnia 1865 roku rozegrała się ostatnia bitwa wojny secesyjnej – bitwa pod Appomattox Court House.